# Кабаково (Алтайский край)
Кабаково — село в Алейском районе Алтайского края. Входит (с 2013 года) в состав Кашинского сельсовета.

## География
Село находится в центральной части края, у реки Алей и Половинное, озера Широкое.
Климат
резко континентальный. Средняя температура января −17,6ºС, июля — + 20ºС. Годовое количество осадков — 440 мм

## История
Основано в 1786 г.
В 1928 г. состояло из 391 хозяйств. Административный центр Кабаковского сельсовета Алейского района Барнаульского округа Сибирского края.
В 1972 году организована школа.
4 декабря 2013 года Кабаковский сельсовет был упразднён, Кабаково включено в состав Кашинского сельсовета

## Население
| 1926 | 1997 | 1998 | 1999 | 2000 | 2001 | 2002 | 2003 | 2004 |
| ---- | ---- | ---- | ---- | ---- | ---- | ---- | ---- | ---- |
| 2126 | ↘871 | →871 | ↘852 | ↘834 | ↘828 | ↘812 | ↘775 | ↘753 |
| 2005 | 2006 | 2007 | 2008 | 2009 | 2010 | 2011 | 2012 | 2013 |
| ↗779 | ↗784 | ↘778 | ↘767 | ↘766 | ↘621 | ↘616 | ↘594 | ↘579 |

национальный состав
В 1928 г. основное население — украинцы.
Согласно результатам переписи 2002 года, в национальной структуре населения русские составляли 93 % от 785 жителей.

## Инфраструктура
«Кабаковская средняя общеобразовательная школа».
Экономика
Основное направление — сельское хозяйство.

## Транспорт
Село доступно по дороге общего пользования межмуниципального значения «подъезд к с. Кабаково» (идентификационный номер 01 ОП МЗ 01Н-0114) протяжённостью 6,500 км.